# Portrait d'Isabelle de Portugal
Le Portrait d'Isabelle de Portugal est une œuvre du peintre Titien réalisée en 1548, de nos jours conservée au Musée du Prado de Madrid, en provenance de la collection royale.

## Histoire
À la mort de son épouse Isabelle en 1539, l'empereur Charles, qui ne possède aucun portrait qu'il considère digne d'elle, demande donc à un de ses peintres préférés, Titien, de lui en faire un. Le peintre, qui n'a jamais vu l'impératrice disparue, se base sur un portrait antérieur qui représente l'impératrice avec le costume noir, aujourd'hui disparu, qu'un incendie a détruit au palais du Pardo en 1604. L'auteur de ce tableau originel est désigné dans diverses sources comme « inconnu » ou peintre « de second rang ». Une source italienne contemporaine (Pietro Aretino) mentionne que le portrait de l'impératrice est « trivial » rappelant peut-être le goût italien, mais molto simile à veto et indique qu'il plut à l'empereur, au moins assez pour fonder la commande à Titien. Les possibles attributions de ce tableau envisagent différents maîtres venus d'Italie, comme l'Espagnol Diego de Arroyo, les Flamands Scrouts et Vermeer ou l'Autrichien Seisenegger.
Il a été constaté que Titien réutilise une toile déjà peinte pour son portrait d'Isabelle puisque l'analyse radiographique fait apparaître une silhouette féminine. Titien peint d'abord l'impératrice avec le nez légèrement aquilin. Il présente le tableau à la cour en 1545 ; l'empereur demande à l'artiste de le retoucher, comme il l'a fait dans le passé avec le prognathisme apparent dans divers portraits de Charles. Titien déménage à Augsbourg en 1548 pour retoucher l'image.
L'affection de l'empereur pour ce portrait est attestée par un document qui indique qu'il l'accompagne lors de sa retraite à Yuste. Le tableau est d'abord exposé au monastère des Déchaussées royales de Madrid, plus tard à l'Alcázar de Madrid, au palais royal et entre enfin au Prado.

## Description
Le tableau représente Isabelle de Portugal, épouse de Charles Ier d'Espagne et fille du roi  Manuel Ier de Portugal. Le portrait suit un schéma classique déjà utilisé par Raphaël ou Léonard de Vinci, dans lequel le modèle se tient assis près d'une ouverture par laquelle se devine un paysage. Cet élément naturel offre de la profondeur à la composition, en plus de servir de contraste de couleurs avec la figure de l'impératrice, empreinte de tons verdâtres et bleutés, tandis que la scène intérieure est dominée par des couleurs chaudes. Le visage d'Isabelle montre une certaine raideur, peut-être liée à la notion de « majesté » telle qu'utilisée dans l'iconographie impériale.
Le personnage porte une riche robe rouge et or, parée de brocart et de pierreries. Il est en outre décoré de bijoux clinquants, comme un collier de perles avec une broche sur la poitrine comportant des précieuses pierres et une autre perle en forme de larme, un anneau à la main droite, une garniture ou un bijou sur une coiffure rigide composée de tresses, très en vogue à l'époque. L'impératrice tient un livre ouvert dans sa main gauche, peut-être un missel ou un livre d'heures, et regarde un point éloigné d'un air préoccupé.

## Portrait de Charles et Isabelle

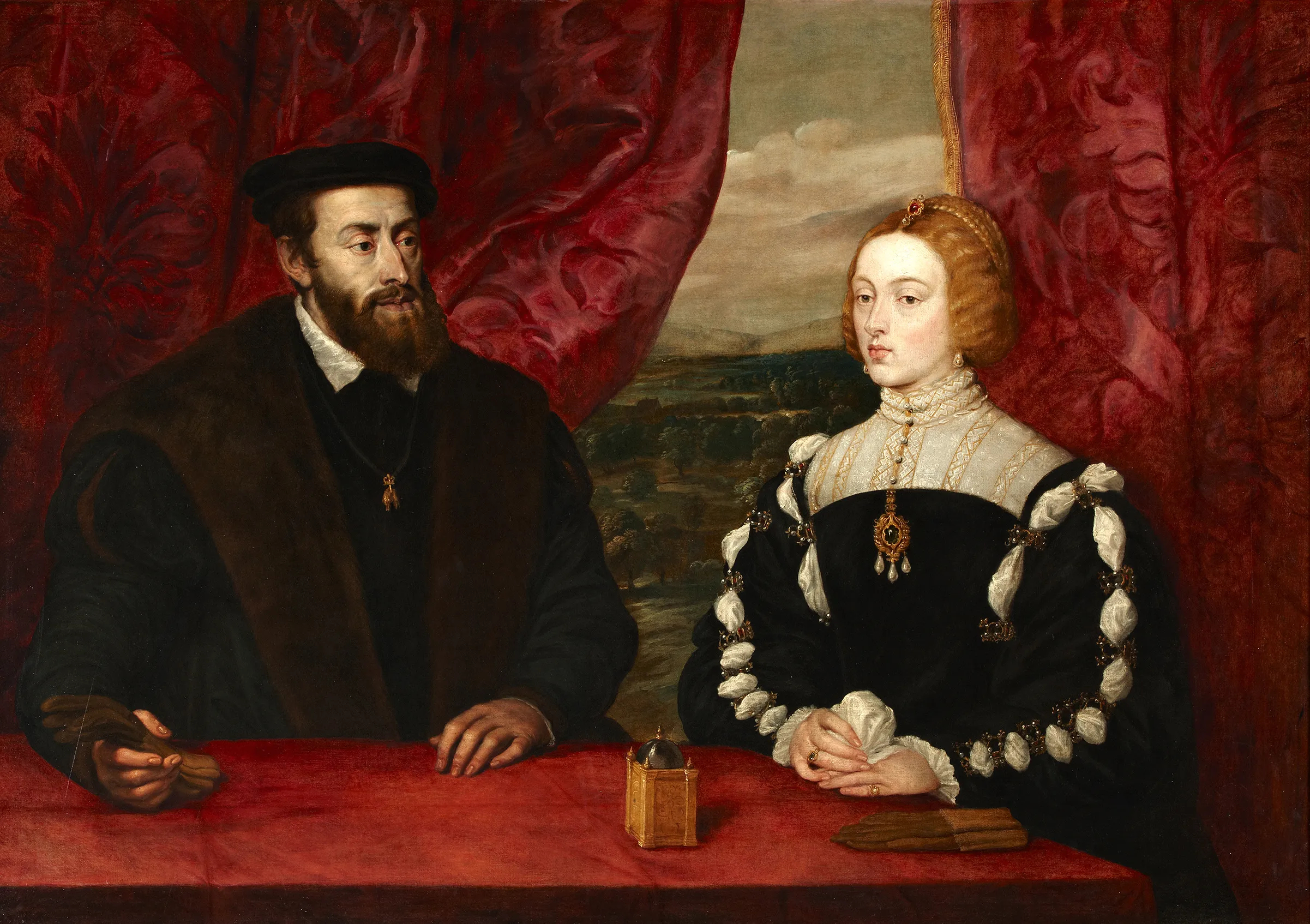
Portrait de Charles Quint et Isabelle de Portugal, copie par Rubens d'un original perdu de Titien.

Il existe une copie par Rubens d'un portrait du couple impérial, réalisé initialement par Titien mais qui n'a pas été conservé. Exposée au palais de Liria de Madrid, elle appartient à la maison d'Albe.

## Source de la traduction
- (es) Cet article est partiellement ou en totalité issu de l’article de Wikipédia en espagnol intitulé « Retrato de Isabel de Portugal (Tiziano) » (voir la liste des auteurs).